# 伊基克體育會
伊基克SADP體育會（Club Deportes Iquique S.A.D.P.），智利一支職業足球會，位於伊基克，目前於智利甲組足球聯賽作賽。球會於1978年5月21日成立，是兩支球會卡雲查及艾斯迪拉的合併而成，球會主場為泰亞拿球場，可容納12,000人。伊基克已在智甲打滾約20個球季。曾三度贏得智利盃，包括1980、2010及2014，亦因此得到參與南美自由盃及南美球會盃的參賽資格。